# Francisco de Zurbarán
Francisco de Zurbarán (7. listopadu 1598 Fuente de Cantos, Extremadura – 27. srpna 1664 Madrid) byl španělský malíř období tzv. španělského zlatého věku a protireformace. Patřil k hlavním mistrům španělského baroka. Proslul svými náboženskými obrazy mnichů, řeholnic, světců a mučedníků, vzácná jsou jeho zátiší. Pro působivé použití šerosvitu Zurbarán býval nazýván „Španělský Caravaggio“ a řazen mezi naturalisty a tenebristy.

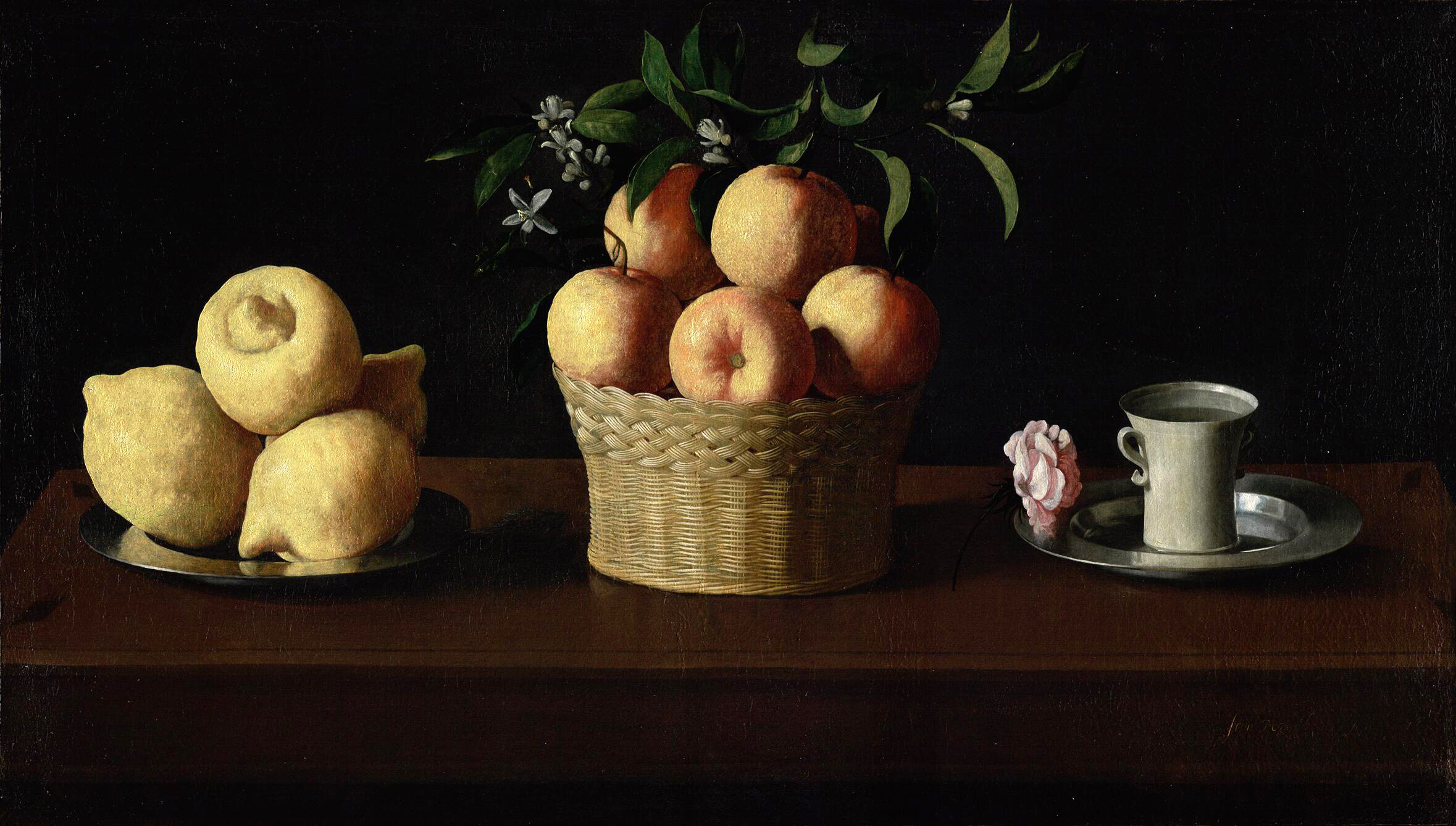
Zátiší s citrusy

## Život a kariéra
Narodil se ve Fuente de Cantos u Badajozu jako syn Luise Zurbarána, obchodníka, který se také zajímal o umění, a jeho manželky Isabel Márquezové. O výtvarné umění, zejména o malířství jevil zájem již od dětství. Proto ho otec v roce 1614 poslal do Sevilly na tříleté studium k dnes téměř neznámému malíři Pedru Diazovi de Villanueva. Podle nejstaršího dochovaného obrazu Panny Marie Immaculaty z roku 1616 historikové soudí, že prošel stejným školením jako Diego Velázquez.
Od roku 1617 do roku 1628 žil v Llereně poblíž svého rodiště.

### Sevilla
V roce 1629 se Zurbarán na pozvání městské rady vrátil do Sevilly. Tam se zformoval jeho osobní styl pod vlivem raných děl Velázqueze, Josého de Ribery, italských manýristů a především Caravaggia, někdy byl proto v literatuře nazýván španělský caravaggista. S Caravggiem a částečně také s Velázquezem jej spojuje realistické pojetí tváří a reálné vyjádření šerosvitu. Dále jej ovlivnili malíř Juan Sánchez Cotán a v plastické modelaci i sochař Juan Martínez Montañés. Vysoce hodnoceny bývají Zurbaránovy dokonalé studie všedních materiálů: drapérie mnišských oděvů, často bílé nebo světlé, keramické nádoby v zátiších.
Zurbaránův naturalismus je daleko přesvědčivější než u jmenovaných vzorů a odpovídá jeho nábožensky založené povaze. Jeho svatí a mniši jsou malováni s důrazem na detaily, které dodávají věrohodnost jejich zázrakům, vizím a extázi. Tato výrazná kombinace realismu a náboženského cítění je v souladu s protireformačními směrnicemi Tridentského koncilu (1545–1563). Zurbaránovo umění si oblíbily mnišské kláštery v Seville a v sousedních provinciích, od nichž získal zakázky na mnoho cyklů obrazů. Z nich zůstaly in situ pouze legendy o svatém Jeronýmovi a hieronymitech (1638–39), v kapli a v sakristii kláštera hieronymitů v Guadalupe.
Již během pobytu v Seville se oženil s Leonorou de Tordera, se kterou měl několik dětí. Z nich syn Juan de Zurbarán (1620-1649) se také stal malířem. V roce 1641 se oženil podruhé, a to s dcerou obchodníka Marianou de Cuadros. Zemřela v 29 letech při epidemii moru, která v roce 1649 usmrtila v Seville stovky obyvatel včetně části Zurbaránovy rodiny.

### Madrid
V roce 1634 Zurbarán navštívil Madrid a několika díly se stal jedním z dvorních malířů krále Filipa IV. , protože si u něj král objednal sérii obrazů Herkulových prací a dvě bitevní scény Obrany Cádizu, které sloužily jako součást výzdoby Síně říší v královském paláci Buen Retiro. Dále se dochovalo Klanění tří králů ze série pro kartuziánský klášter v Jerezu, které je signováno s titulem „Králův malíř“ a datováno rokem 1638. Téhož roku Zurbarán vyzdobil slavnostní loď, kterou králi darovalo město Sevilla. Obrazy pro palác Buen Retiro jsou jedinými Zurbaránovými zakázkami pro krále a také jedinými jeho mytologickými a historickými náměty. Jeho kontakt se dvorem měl malý vliv na jeho umělecký vývoj; zůstal po celý život umělcem z provincie a malířem náboženského života.
O jeho malbě ze 40. let 17. století je málo známo, nezachovalo se nic než oltářní obrazu v Zafře (1643–44) a seznam velkého počtu obrazů určených pro Limu v Peru (1647).
V roce 1658 se Zurbarán trvale usadil v Madridu. Klesající zájem o jeho obrazy ho přiměl hledat nové zákazníky a obnovit styky s malířem Velázquezem. Jeho styl i obsah maleb prošel proměnou k harmonické barevnosti a přívětivým tvářím Panny Marie a svatých. Lze to přičíst vlivu jeho mladšího současníka, malíře Murilla. Odráží se v jeho pozdních obrazech, jako je Svatá rodina a Neposkvrněné početí z let 1659 a 1661. Postavy jsou na nich více idealizované a mají méně pevnou formu, také vyjádření náboženského citu je poškozeno sentimentalitou.
Podobně jako více malířů té doby zemřel v chudobě a mezi lidmi takřka neznámý. Měl několik následovníků, jejichž díla byla zaměňována s jeho.

## Dílo
- Sv. Bonaventura na smrtelné posteli, 1629 – Louvre, Paříž
- Sv. Agáta, 1630–1633 – Musée Fabre, Montpellier, Francie
- Neposkvrněné početí, 1632 – Museu Nacional d'Art de Catalunya, Barcelona
- Zátiší s keramikou, 1633 – Prado, Madrid
- Zátiší s citrusy
- Herkules bojující se lvem, 1634 – Prado, Madrid
- Sv. Lukáš před ukřižovaným Kristem, 1635–1640 – Prado, Madrid; Lukáš je Zurbaránovým autoportrétem (detail v infoboxu)
- Svatá rodina na útěku do Egypta, 30. léta 17. století, Seattle Art Museum
- Fra Gonzalo de Illescas , 1639 – Monasterio de Guadalupe, Cáceres
- Sv. Bonaventura v modlitbě, 1640, Galerie starých mistrů, Drážďany
- Svatý Jeroným v rozpravě se svou sestrou sv. Pavlou a sv. Eustochií, 1640–1650; Národní galerie umění, Washington
- Sv. František z Assisi, 1645 – Museés des Beaux-Arts, Lyon, Francie
- Sv. František Borgia, po 1645 – Sevilla, Provinciální muzeum krásných umění

## Galerie

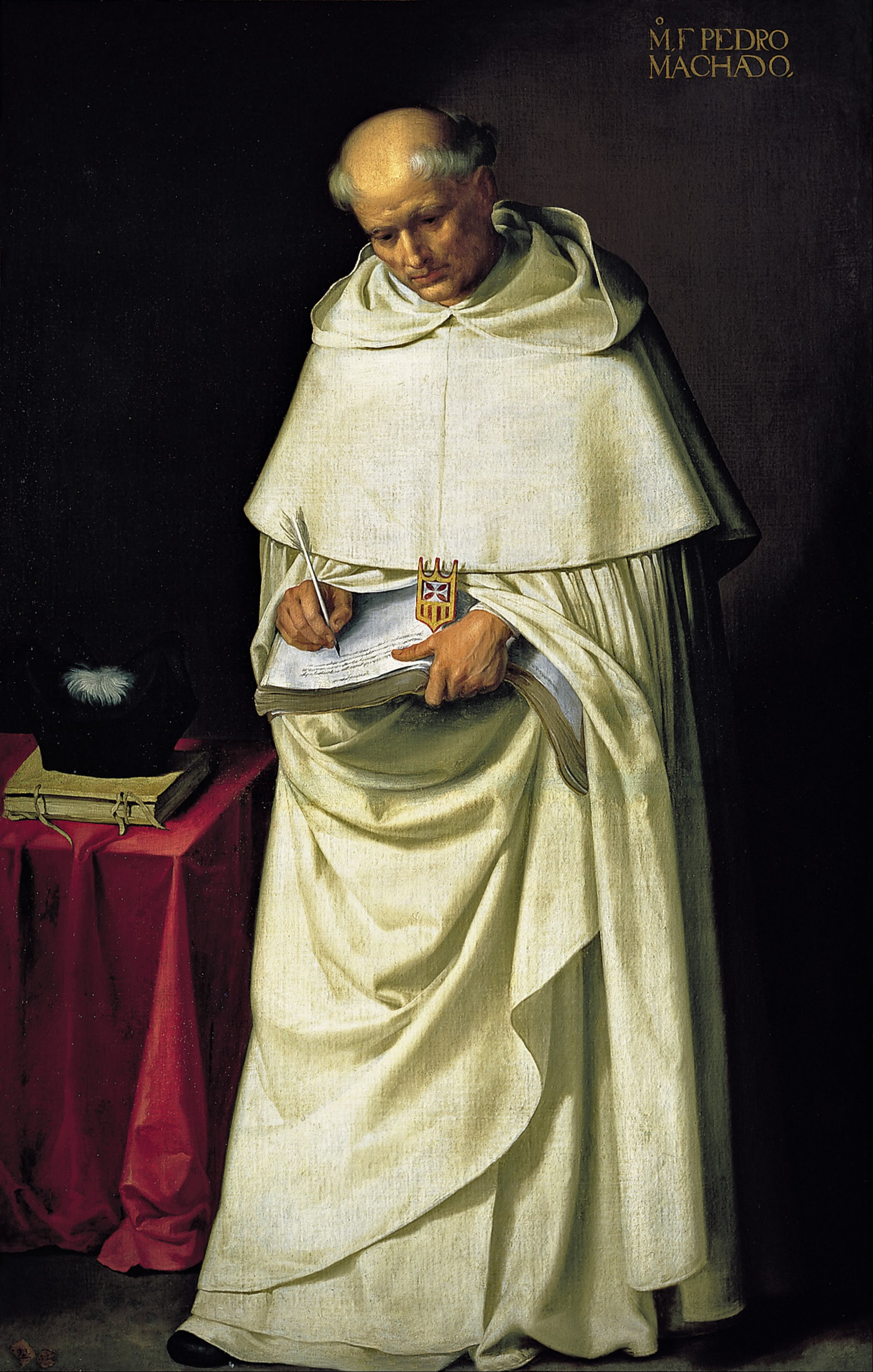
Portrét Pedra Machada
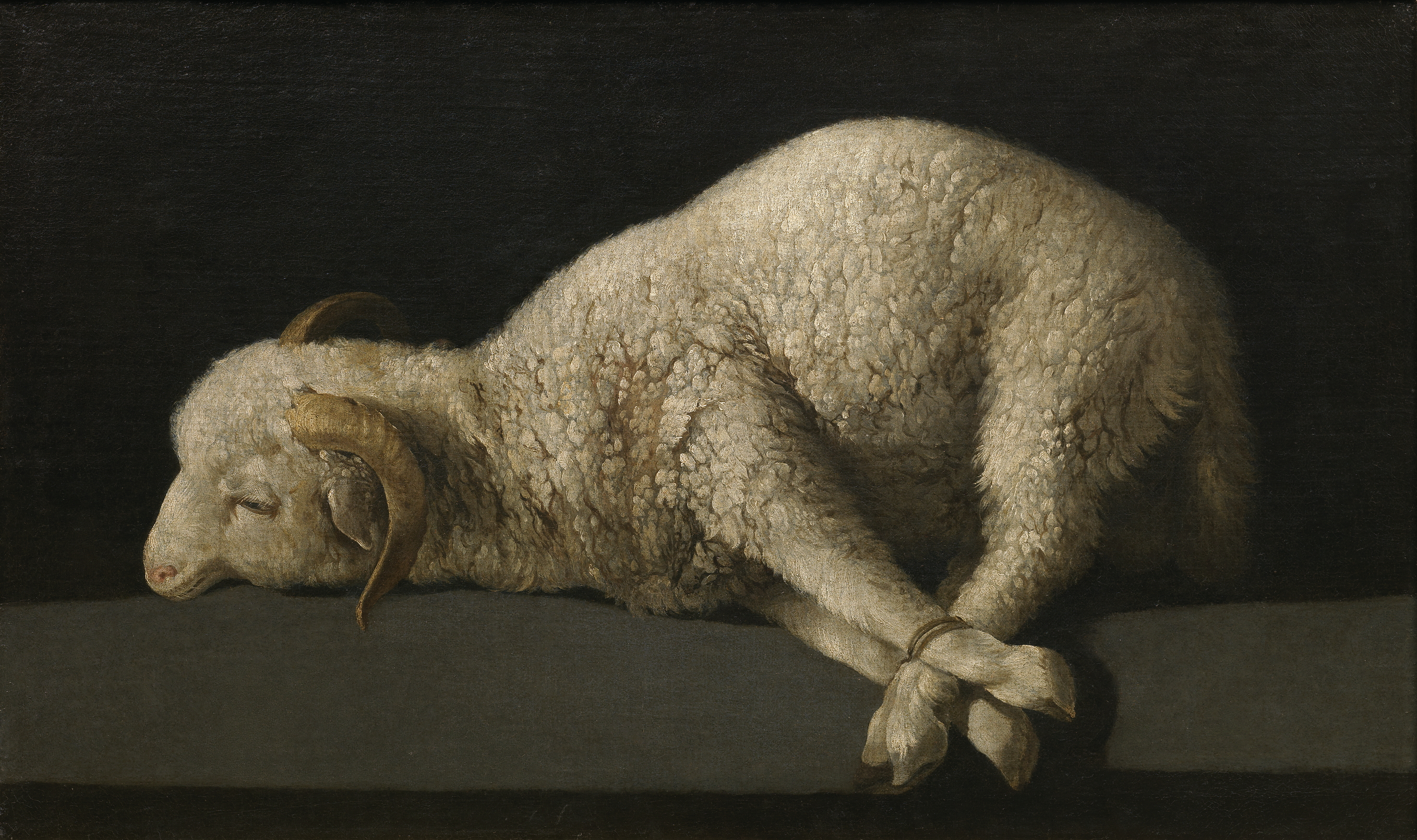
Svázaný beránek
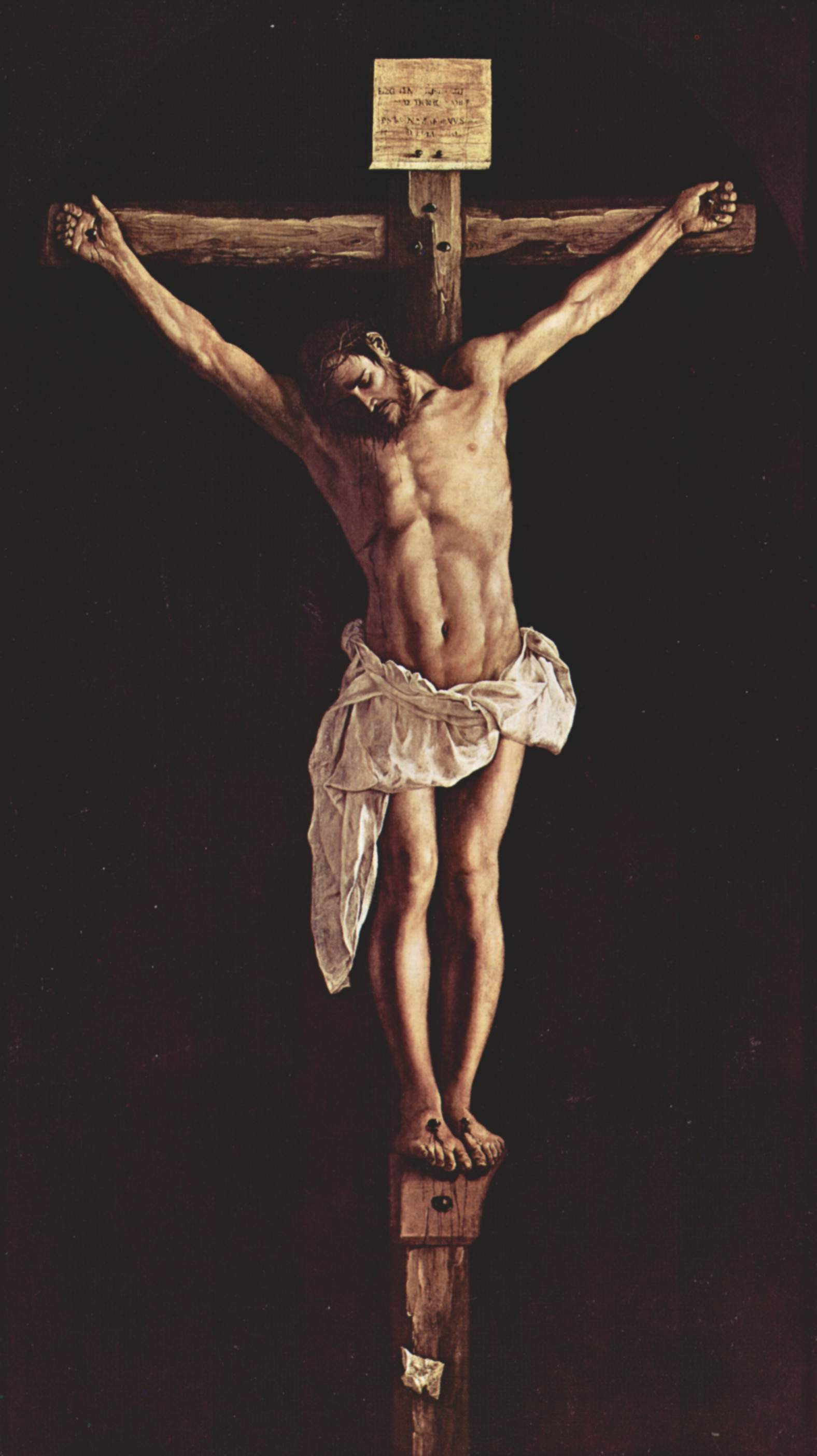
Ježíš Kristus na kříži
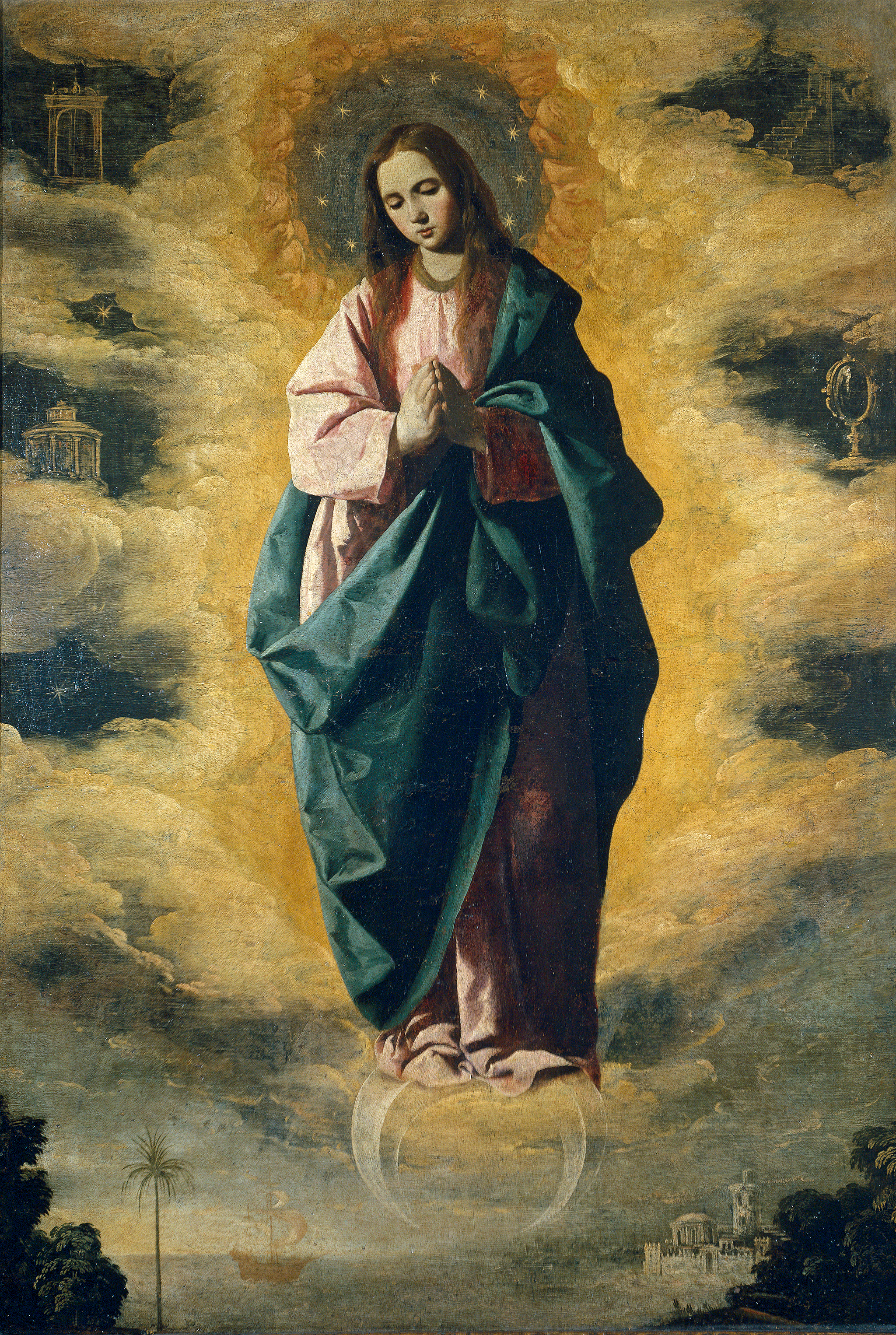
Neposkvrněné početí
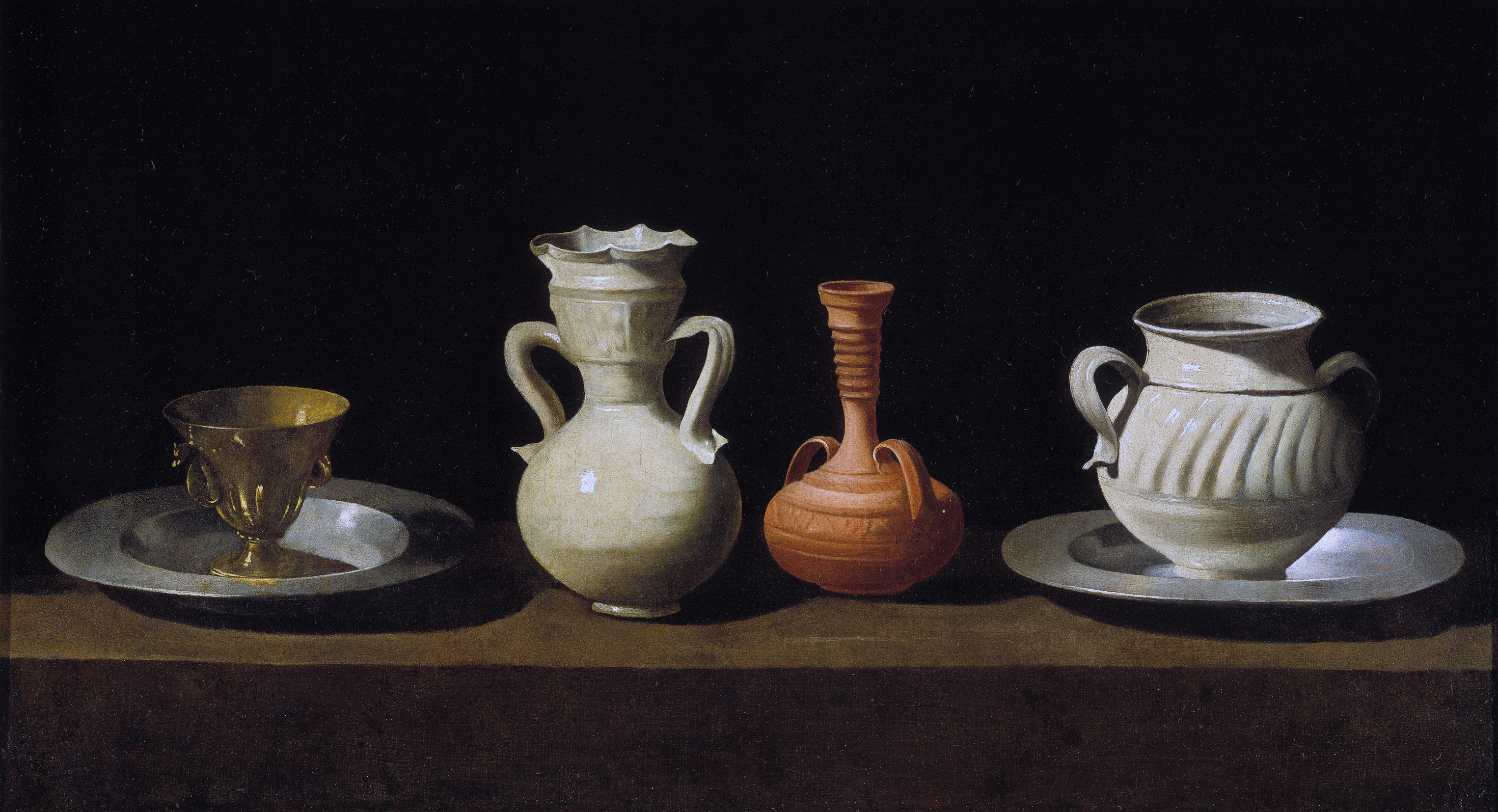
Zátiší
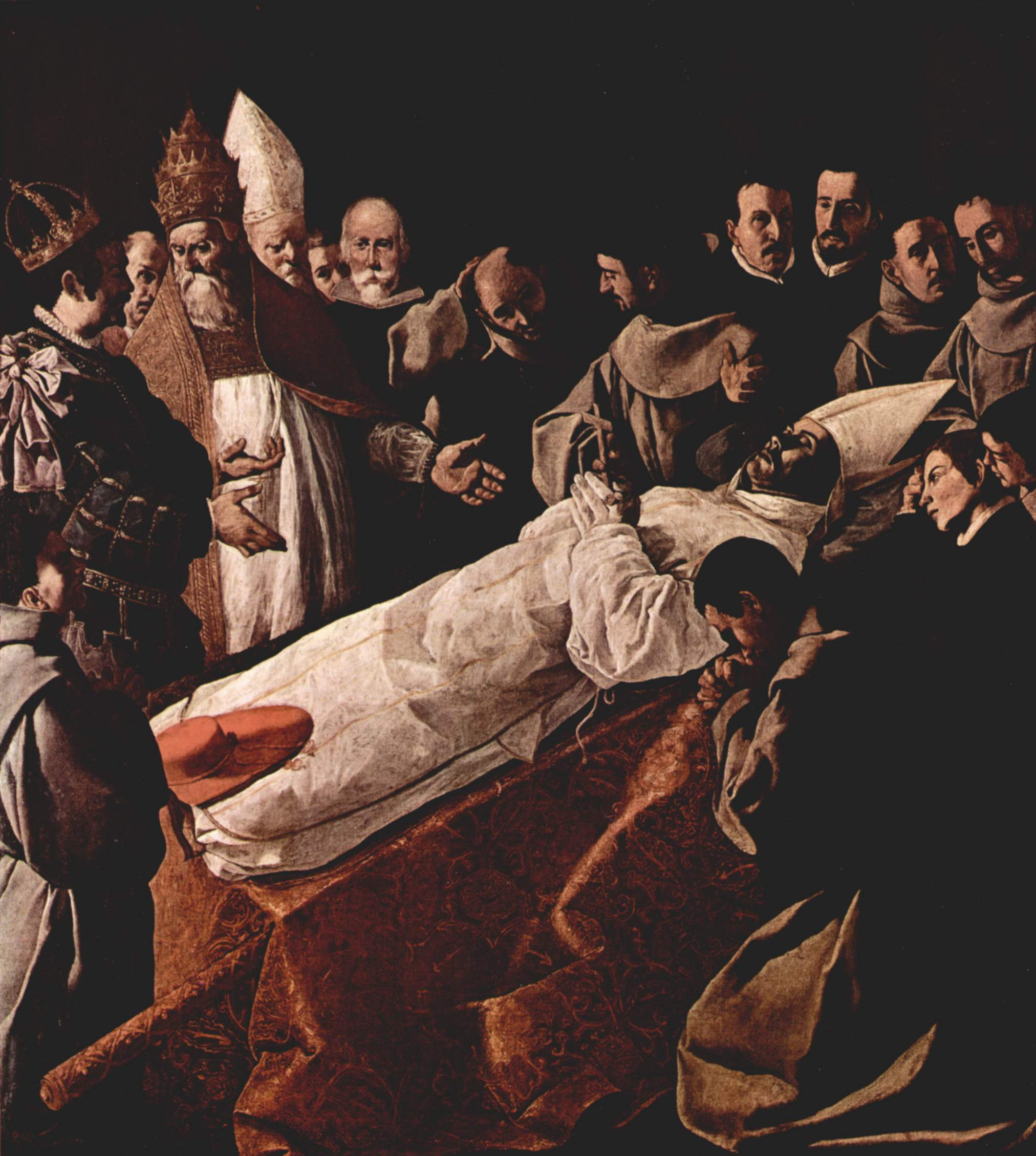
Smrt sv. Bonaventury
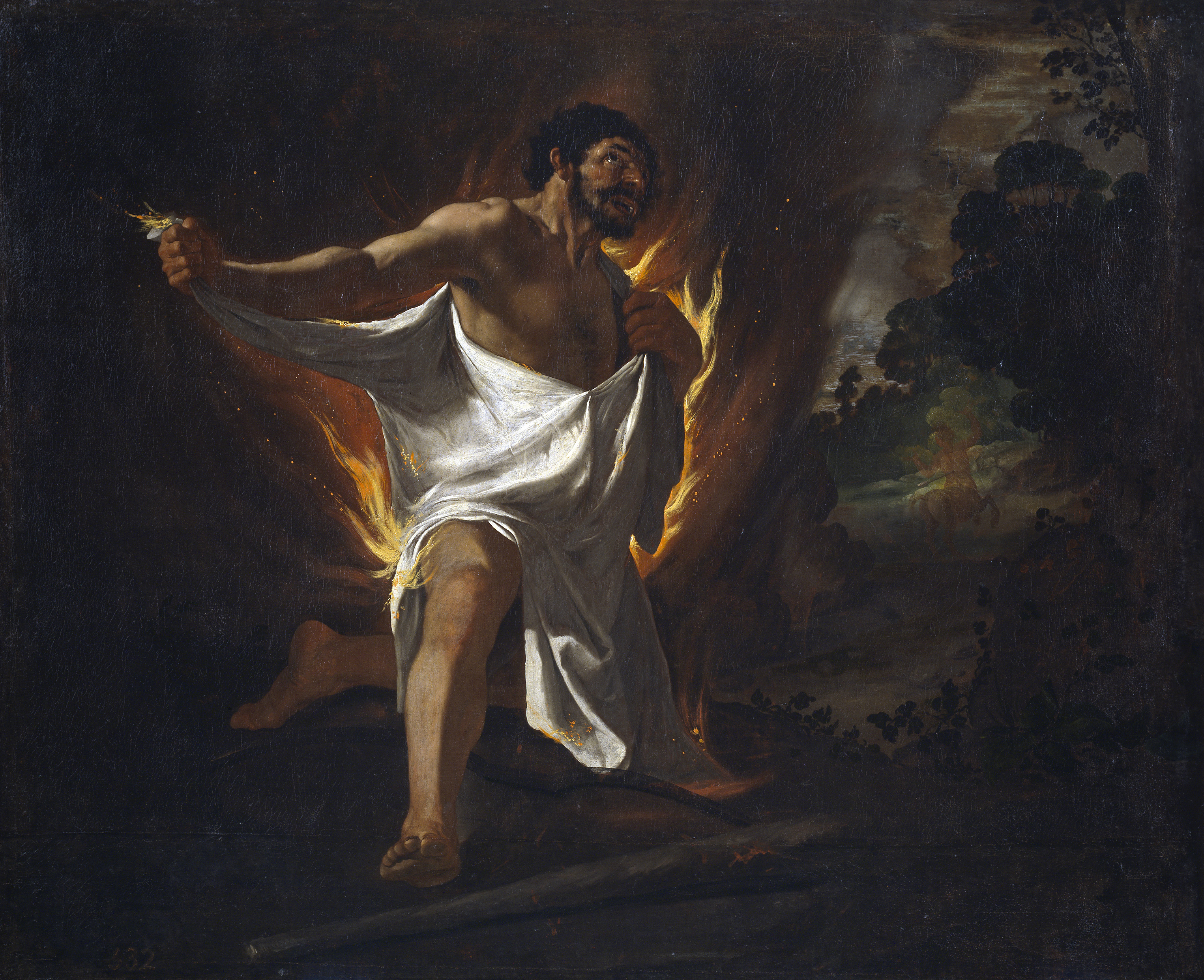
Herkulova smrt
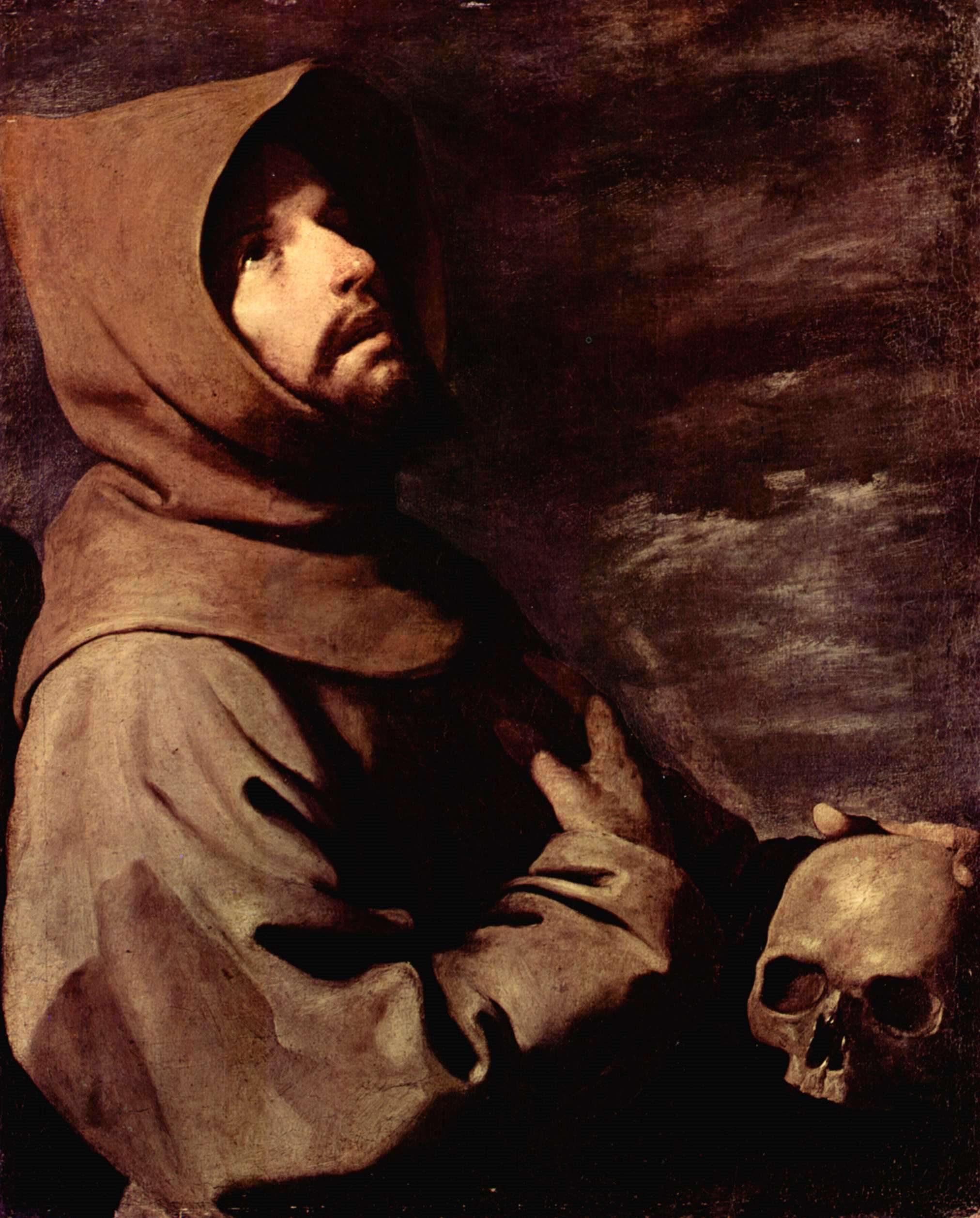
Sv. František z Assisi
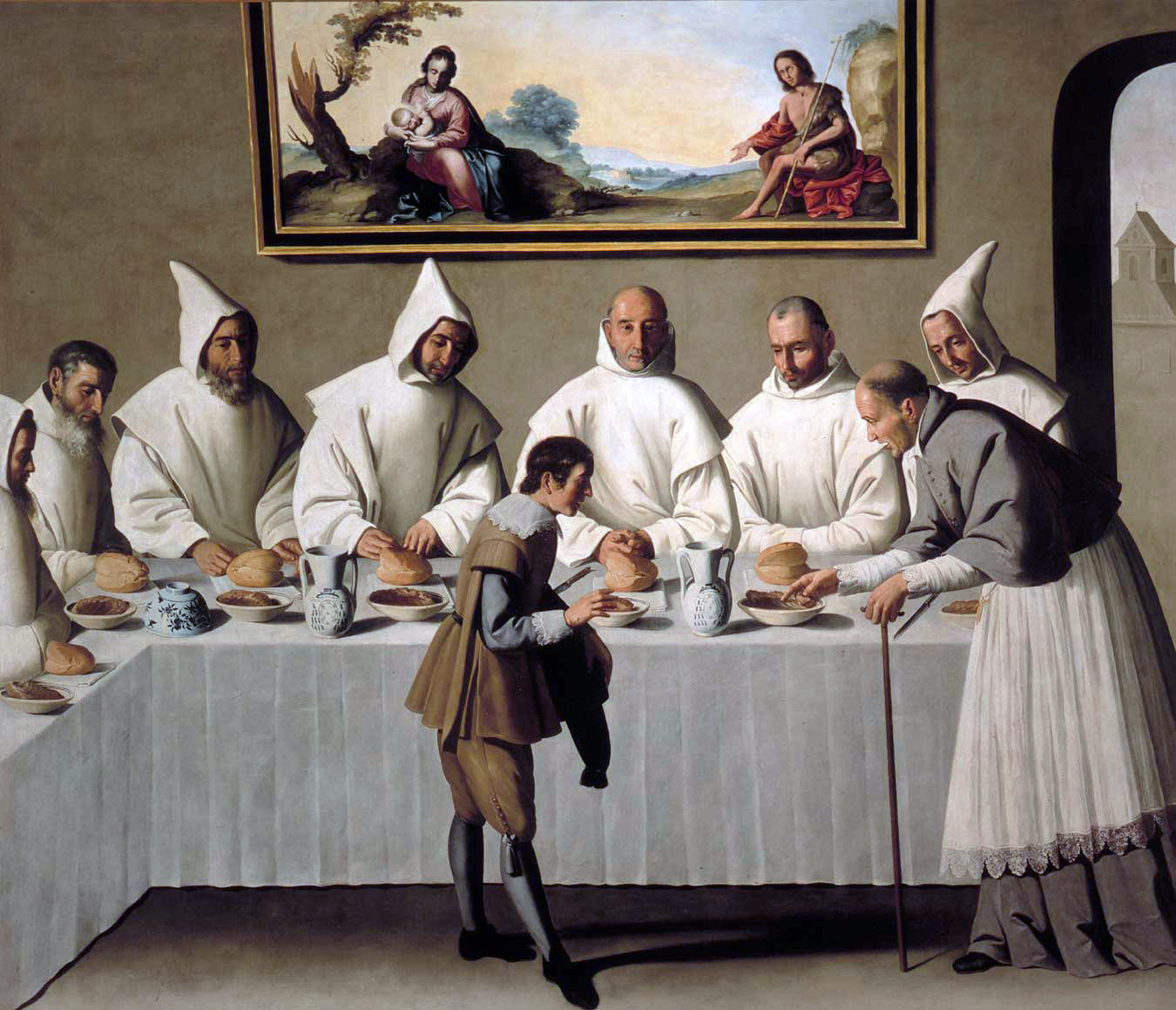
Sv. Hugo v refektáři kartuziánů
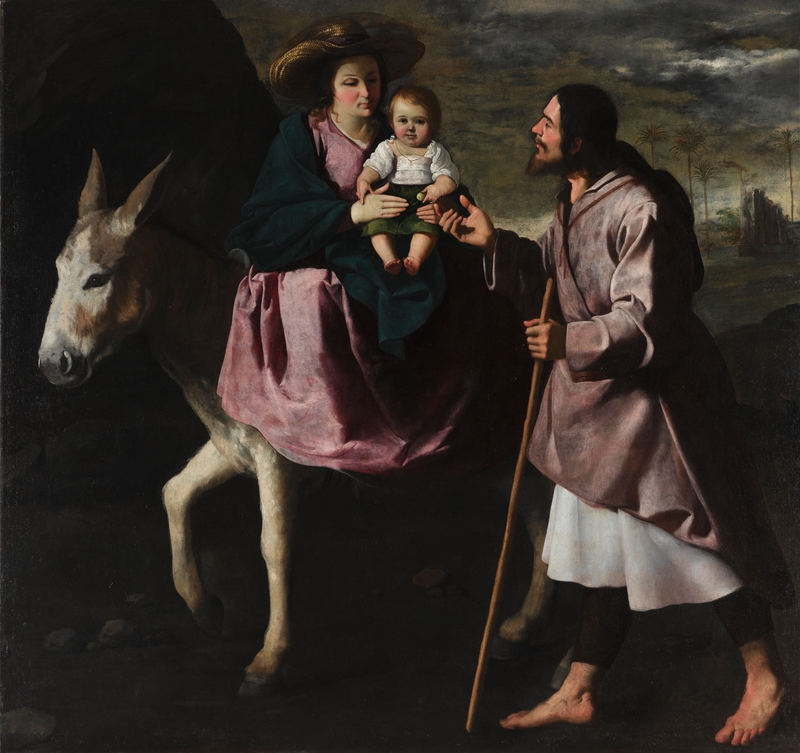
Svatá rodina na útěku do Egypta
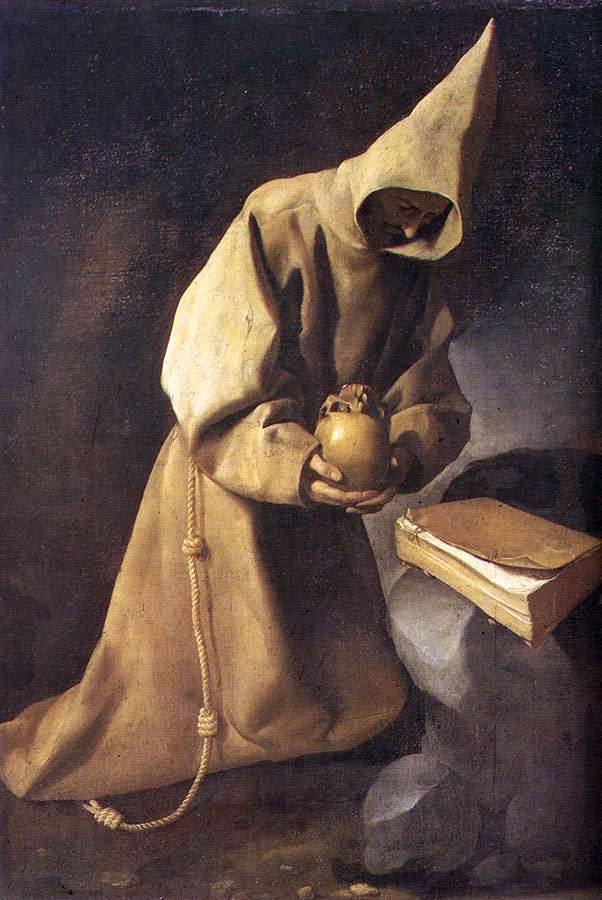
Meditující mnich
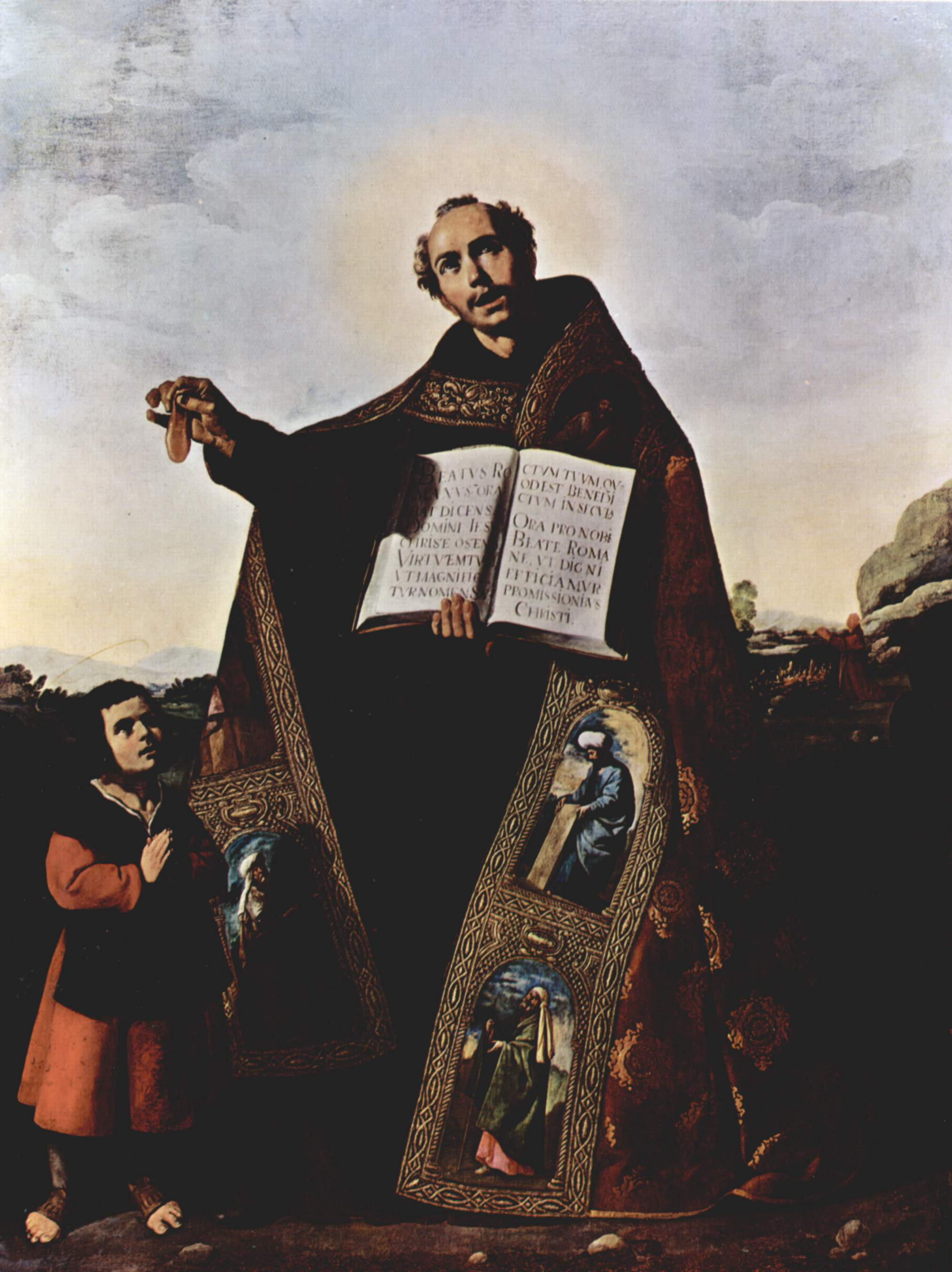
Sv. Romanus z Antiochie
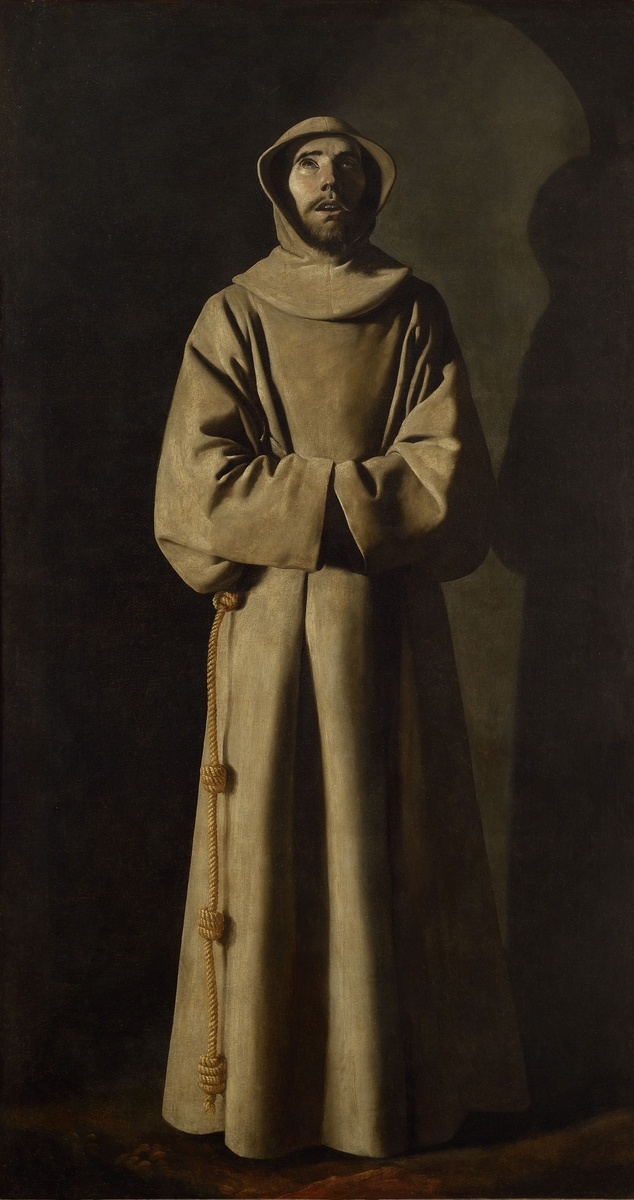
Svatý František z Assisi
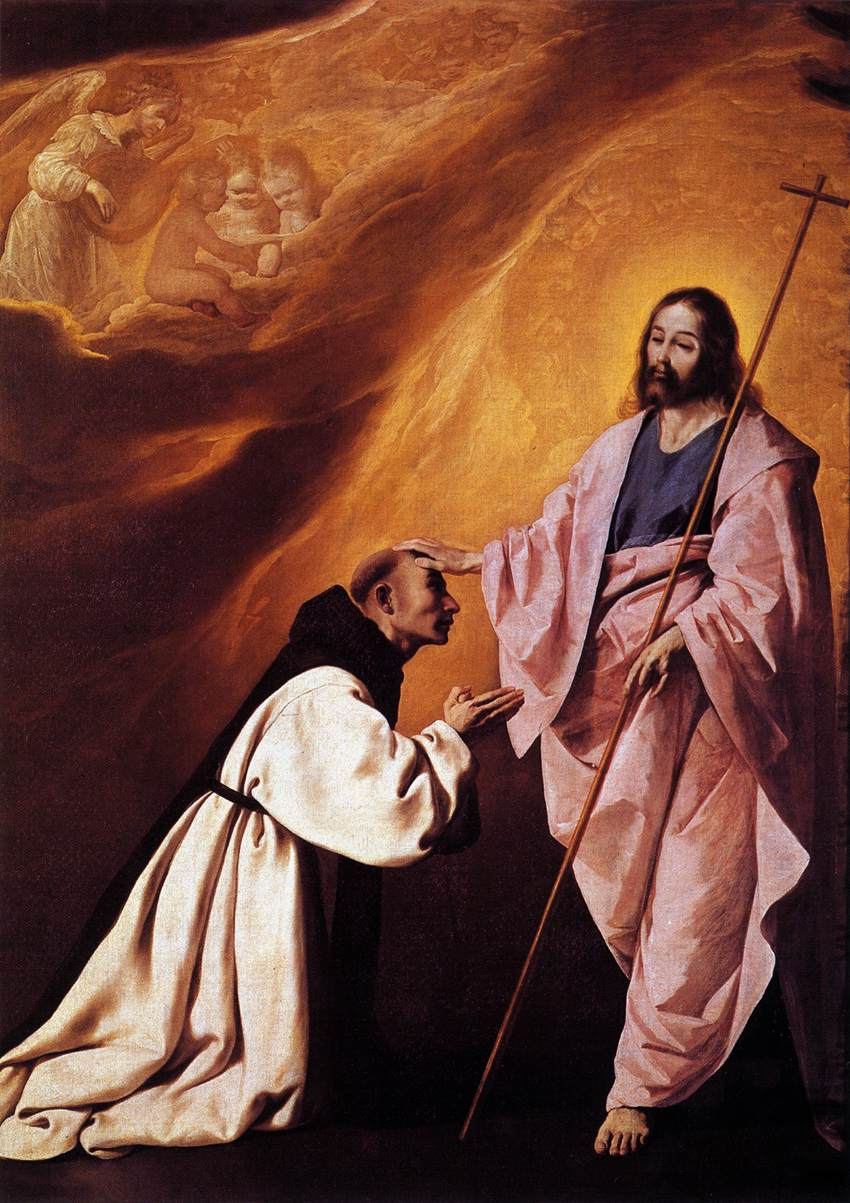
Zjevení Krista Andrési Salmerónovi
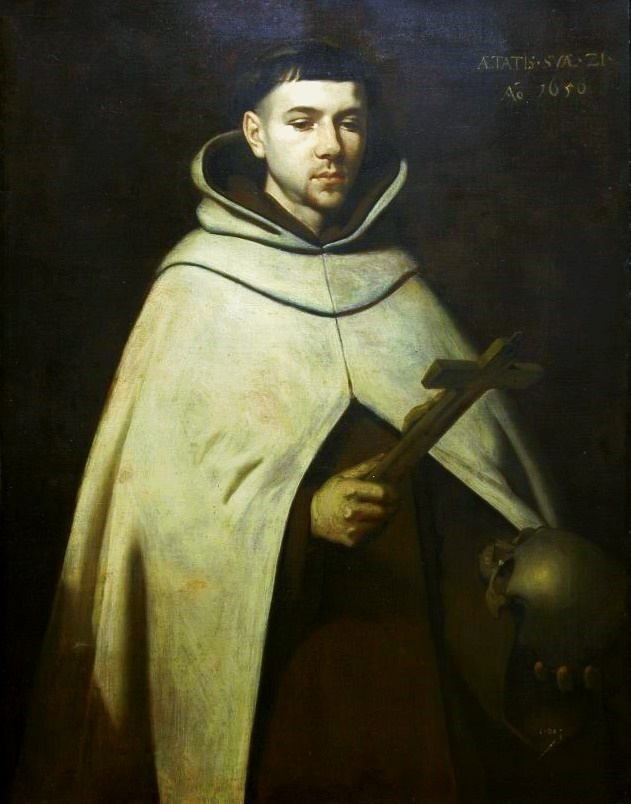
Sv. Jan od Kříže